# Francesco Antonio Finy
Francesco Antonio Finy (ur. 6 maja 1669 w Minervino Murge, zm. 5 kwietnia 1743 w Neapolu) – włoski kardynał.

## Życiorys
Urodził się 6 maja 1669 roku w Minervino Murge, jako syn Angela Finy’ego i Cinzii Troisi. Studiował na La Sapienzy, gdzie uzyskał doktorat utroque iure. 31 maja 1692 roku przyjął święcenia kapłańskie. 6 lipca 1722 roku został wybrany biskupem Avellino, a 15 listopada przyjął sakrę. Dwa lata później został tytularnym arcybiskupem Damaszku, a w 1726 roku zrezygnował z zarządzania diecezją Avellino. 9 czerwca 1726 roku został kreowany kardynałem in pectore. W 1727 roku został asystentem Tronu Papieskiego. Jego nominacja na kardynała prezbitera została ogłoszona 26 stycznia 1728 roku i nadano mu kościół tytularny Santa Maria in Via. Zmarł 5 kwietnia 1743 roku w Neapolu.